# Mandy Rose
Amanda Rose Saccomanno (Nova Iorque, 18 de julho de 1990) é uma lutadora profissional americana, personalidade de televisão e competidora de fitness e fisiculturismo. Ela é mais conhecida por sua carreira na WWE, onde se apresentou sob o nome de ringue Mandy Rose, e foi campeã feminina do NXT uma vez e líder do grupo Toxic Attraction.
Rose começou uma carreira profissional em competições de fitness em 2013 e se tornou uma competidora de fisiculturismo no ano seguinte. Em 2015, ela ficou em segundo lugar na competição da WWE Tough Enough, após o qual ela assinou um contrato com a WWE e se juntou ao elenco do reality show Total Divas. Depois de um breve período no território de desenvolvimento da WWE, NXT, Rose fez sua estreia no roster principal em 2017 como parte da facção Absolution de curta duração com Paige e Sonya Deville. Por aproximadamente três anos, Rose competiu ao lado de Deville e eles eram conhecidos como Fire and Desire. As duas se separaram em março de 2020 na WrestleMania 36 e eventualmente tiveram sua própria rivalidade que culminou em uma luta Loser Leaves, que Rose venceu. Após uma breve associação com Dana Brooke em 2021, ela retornou ao NXT e formou uma aliança com Gigi Dolin e Jacy Jayne, apelidada de Toxic Attraction. Em outubro no Halloween Havoc, Rose derrotou Raquel González para ganhar seu primeiro título em sua carreira, o Campeonato Feminino do NXT. Ela foi dispensada da empresa em dezembro de 2022.

## Início de vida
Amanda Rose Saccomanno nasceu no subúrbio de Nova York no Condado de Westchester, Nova York. A filha mais nova e única de quatro filhos, ela tem ascendência irlandesa e italiana. Seu apelido de infância era "Hamburgers". Ela frequentou a Escola Secundária de Yorktown, onde participou de dança. Mais tarde, ela obteve seu diploma de bacharel no Colégio Iona, com especialização em fonoaudiologia. Ela entrou em sua primeira competição de fitness em 2013 e ficou em primeiro lugar no World Bodybuilding Fitness & Fashion Boston Show. Ela também foi coroada a campeã mundial de biquíni de beleza e moda em 2014.

## Carreira na luta livre profissional

### WWE (2015–2022)

#### Tough Enoughe NXT (2015–2017)
Saccomanno foi um concorrente na sexta temporada da competição WWE Tough Enough, que começou a ser exibida em junho de 2015. Ela estava em risco de eliminação no episódio de 28 de julho, mas foi salva pelo juiz The Miz. Durante o final da temporada, ela adotou o nome de ringue Mandy Rose, perdeu uma partida contra Alicia Fox e ficou em segundo lugar geral, depois dos vencedores Sara Lee e Josh Bredl.

#### Parceria de Deville e enredo de romance (2017–2021)

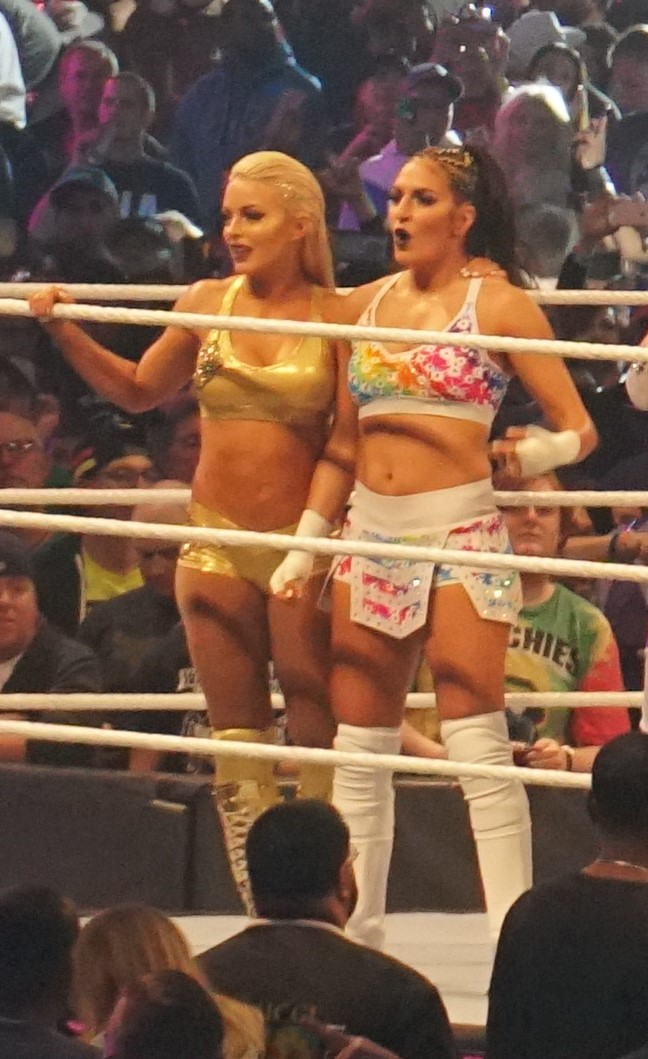
Rose (esquerda) com Sonya Deville na WrestleMania 34 em abril de 2018.

No episódio do Raw de 20 de novembro de 2017, Rose se juntou a Sonya Deville e Paige enquanto atacavam Sasha Banks, Bayley, Mickie James e Alexa Bliss. Uma semana depois, o nome do trio foi revelado como Absolution. Em 28 de janeiro de 2018, no Royal Rumble, Rose entrou na primeira luta feminina do Royal Rumble no número 4, e ela foi a primeira mulher eliminada da luta por Lita. Em fevereiro, Rose participou da luta inaugural Elimination Chamber feminina, que foi vencida por Bliss. Na WrestleMania 34, Rose participou da WrestleMania Women's Battle Royal, que seria vencida por Naomi.
Tanto Rose quanto Deville foram convocados para o SmackDown durante o WWE Superstar Shake-up de 2018, com Paige, que se aposentou e se tornou a Gerente Geral do SmackDown, posteriormente declarando que Absolution havia acabado. Rose então continuou competindo em várias lutas de duplas ao lado de Deville. Em outubro, Rose eliminou Deville antes que ela mesma fosse eliminada por Carmella em uma batalha real no pay-per-view inaugural de todas as mulheres, Evolution. No Survivor Series em novembro, Rose competiu em sua primeira luta tradicional de eliminação de cinco contra cinco como parte do Team SmackDown em um combate perdido. Rose mais tarde rivalizou com Naomi depois que ela flertou com o marido de Naomi, Jimmy Uso, para "arruinar a vida de Naomi", o que envolveu Rose insinuando um beijo em Uso, bem como Naomi atacando Rose em um quarto de hotel para o qual Rose convidou Uso. A rivalidade continuou com Rose e Naomi se eliminando da luta feminina Royal Rumble no evento homônimo em janeiro de 2019, onde Rose conseguiu durar 25:50. As duas trocaram vitórias uma sobre a outra em fevereiro.
No Elimination Chamber em fevereiro de 2019, Rose e Deville competiram em uma luta Elimination Chamber de seis equipes pelo inaugural Campeonato de Duplas Femininas da WWE, iniciando a luta e se tornando a equipe final eliminada por Sasha Banks e Bayley, que venceram a luta. Rose participou da segunda WrestleMania Women's Battle Royal durante o pré-show da WrestleMania 35 em um esforço perdido. Ela competiu na luta Money in the Bank no pay-per-view homônimo em 19 de maio. Deville, que estava no ringue, tentou sem sucesso subir a escada e ajudar Rose na luta, que foi vencida por Bayley. No episódio de 3 de setembro do SmackDown, Rose e Deville, agora apelidadas de Fire & Desire, ganharam uma luta no Clash of Champions pelo Campeonato de Duplas Femininas da WWE ao derrotar Alexa Bliss e Nikki Cross. No evento, as duas não conseguiram conquistar o título.
Em dezembro de 2019, Rose entrou em uma história de romance com Otis, com Otis ajudando Rose durante suas lutas. Mais tarde, ela concordou em sair com ele no Dia dos Namorados, mas Dolph Ziggler apareceu no lugar de Otis durante o encontro, o que resultou em um romance entre Rose e Ziggler. O enredo então evoluiu para um triângulo amoroso envolvendo uma briga entre Otis e Ziggler sobre Rose. Foi revelado no SmackDown em abril que Deville estava trabalhando com Ziggler para manter Otis longe de Rose. Na WrestleMania 36, Rose interferiu durante uma luta entre Otis e Ziggler atacando Deville, que estava no ringue, e Ziggler, que ajudou Otis a conquistar a vitória. Após a partida, ela e Otis se beijaram. No episódio de 22 de maio do SmackDown, ela e Otis perderam para Deville e Ziggler em uma luta de duplas. Em 31 de julho, o cabelo de Rose foi cortado por Deville durante um ataque nos bastidores, o que levou Rose a estrear um novo visual com cabelos mais curtos na semana seguinte. Nesse mesmo mês, ela derrotou Deville em uma luta Loser Leaves WWE no SummerSlam.
Em setembro, Rose foi negociada com a marca Raw. Ela posteriormente formou uma dupla com Dana Brooke. Em abril de 2021, os dois competiram em uma luta tag team turmoil durante a primeira noite da WrestleMania 37, onde foram eliminados pelo Riott Squad (Liv Morgan e Ruby Riott).

#### Toxic Attraction (2021–2022)
Em julho de 2021, Rose retornou à marca NXT e no mês seguinte, ela formou uma aliança com Gigi Dolin e Jacy Jayne, apelidada de Toxic Attraction. Ela posteriormente abandonou seu cabelo loiro e o tingiu de marrom. No Halloween Havoc em outubro, Rose derrotou Raquel González em uma luta Trick or Street Fight de Chucky para ganhar o Campeonato Feminino do NXT, o primeiro título em sua carreira de wrestling. Mais cedo naquela mesma noite, Dolin e Jayne ganharam o Campeonato de Duplas Femininas do NXT, por sua vez tendo Toxic Attraction segurando todos os campeonatos femininos no NXT. Em 5 de dezembro, no WarGames, Rose e Toxic Attraction se uniram a Dakota Kai. Elas foram derrotados pela equipe de Cora Jade, Io Shirai, Kay Lee Ray e González em uma luta WarGames.
Em janeiro de 2022, no New Year's Evil, Rose derrotou Jade e González em uma luta triple threat para manter o título. No Stand & Deliver, Rose defendeu seu título contra Jade, Ray e Shirai em uma luta fatal four-way. Ao longo de seu reinado no campeonato, Rose passou a defender candidatos ao título como Roxanne Perez, Wendy Choo e Zoey Stark No Worlds Collide, Rose unificou o Campeonato Feminino do NXT UK com o Campeonato Feminino do NXT ao derrotar a Campeã do NXT UK Meiko Satomura e Blair Davenport em uma luta triple threat.
No Halloween Havoc, Rose manteve seu título contra Alba Fyre. Em 26 de outubro, Rose alcançou a marca de 365 dias como campeã, tornando-se apenas a terceira mulher a manter o título por um reinado contínuo de um ano inteiro. No episódio de 13 de dezembro do NXT, Rose perdeu o Campeonato Feminino do NXT para Perez em uma revanche, encerrando seu reinado em 413 dias. No dia seguinte, Rose foi liberada de seu contrato com a WWE devido ao seu conteúdo no FanTime. Em 10 de janeiro de 2023, ela comentou sobre sua demissão em um episódio do The Tamron Hall Show.

## Outras mídias
Saccomanno foi destaque em várias publicações de fitness, incluindo Fitness Gurls, Fit & Firm e FitFemme.
Saccomanno apareceu como parte do elenco principal da quinta temporada do reality show da WWE Total Divas, que começou a ser exibido em janeiro de 2016..

## Empreendimentos
Saccomanno é dona de sua própria linha de beleza e cuidados com a pele chamada Amarose, uma combinação de seus primeiros nomes do meio.
Em 28 de julho de 2022, Saccomanno ao lado da colega lutadora Daria Berenato, mais conhecida como Sonya Deville, abriu sua própria marca de donuts virtual chamada DaMandyz Donutz, entregue pelo Uber Eats em Los Angeles.

## Vida pessoal
Saccomanno participa de ioga, pilates e CrossFit. Em abril de 2018, ela revelou que estava namorando o lutador profissional Sabatino Piscitelli, mais conhecido pelo nome de ringue Tino Sabbatelli. Eles ficaram noivos em setembro de 2022.

## Filmografia

### Televisão
| Ano  | Título           | Papel     | Notas                                        |
| ---- | ---------------- | --------- | -------------------------------------------- |
| 2015 | WWE Tough Enough | Ela mesma | Concorrente; vice-campeã (temporada 6)       |
| 2016 | Total Divas      | Ela mesma | Elenco principal (temporada 5): 10 episódios |

### Vídeo games
| Ano  | Título               | Papel                | Ref.   |
| ---- | -------------------- | -------------------- | ------ |
| 2018 | WWE 2K19             | Estreia de videogame | [ 80 ] |
| 2019 | WWE 2K20             | —                    | [ 81 ] |
| 2020 | WWE 2K Battlegrounds | —                    | [ 82 ] |
| 2022 | WWE 2K22             | —                    | [ 83 ] |

## Campeonatos e conquistas

### Modelagem de condicionamento físico
- World Bodybuilding Fitness & Fashion
  - 2013 WBFF Boston – (primeiro lugar)[84]
  - Campeonato Mundial WBFF Diva Bikini Pro 2014 – (primeiro lugar)[85]

### Wrestling profissional
- Pro Wrestling Illustrated
  - Classificada como a 67ª entre as 100 melhores lutadoras femininas no PWI Women's 100 em 2019[86]
- WWE
  - Campeonato Feminino do NXT (1 vez)[87]